# Mesagraecia
Mesagraecia is een geslacht van rechtvleugeligen uit de familie sabelsprinkhanen (Tettigoniidae). De wetenschappelijke naam van dit geslacht is voor het eerst geldig gepubliceerd in 1998 door Ingrisch.

## Soorten
Het geslacht Mesagraecia omvat de volgende soorten:
- Mesagraecia bicolor Ingrisch, 1998
- Mesagraecia gorochovi Ingrisch, 1998